# Mycerinopsis uniformis
Mycerinopsis uniformis là một loài bọ cánh cứng trong họ Cerambycidae.